# Quasar Data Products QDP-100
Quasar Data Products QDP-100 (QDP-100) је професионални рачунар, производ фирме Quasar Data Products који је почео да се израђује у Сједињеним Америчким Државама током 1982. године.
Користио је Z80 као централни микропроцесор а RAM меморија рачунара QDP-100 је имала капацитет од 64 KB. 
Као оперативни систем кориштен је CP/M или MP/M.

## Детаљни подаци
Детаљнији подаци о рачунару QDP-100 су дати у табели испод.
|                       |                                 |
| [ 1 ]                 |                                 |
| Произвођач            |                                 |
| Тип                   | професионални рачунар           |
| Меморија              | 64 KB                           |
| Поријекло             | Сједињене Америчке Државе       |
| Година                | 1982                            |
| Тастатура             | опциони серијски видео терминал |
| Процесор              |                                 |
| Фреквенција процесора | 4 - 6                           |
| RAM                   | 64 KB                           |
| ROM                   | непознато                       |
| Текст                 | непознато                       |
| Графика               | непознато                       |
| Боја                  | непознато                       |
| Звук                  | непознато                       |
| Димензије             | непознато                       |
| Портови               |                                 |
| Оперативни систем     |                                 |